# Milan Jovanović (fotbalist sârb)
Milan "Lane" Jovanović (sârbă Милан "Лане" Јовановић ; n. 18 aprilie 1981) este un fotbalist sârb, care joacă pentru Anderlecht și pentru Serbia.

## Palmares

### Club

#### Șahtior Donețk
- Cupa Ucrainei: 2003–04

#### Lokomotiv Moscova
- Prima Ligă Rusă: 2004

Standard Liège
- Câștigător (2): 2007–08, 2008–09

- Supercupa Belgiei (2): 2008, 2009

### Individual
- Belgian Footballer of the Year: 2007–08
- Gheata de Aur Belgiană: 2009